# Сирково (Нікольський район)
Сирко́во (рос. Сырково) — присілок у складі Нікольського району Вологодської області, Росія. Входить до складу Зеленцовського сільського поселення.

## Населення
Населення — 42 особи (2010; 56 у 2002).
Національний склад (станом на 2002 рік):
- росіяни — 100 %